# Kugai szo
A Kugai szo (hangul: 구가의 서, handzsa: 九家의 書, RR: Gugaui seo), angol címén Gu Family Book, a Netflixen Kangchi, the Beginning, 2013-ban az MBC csatornán bemutatott dél-koreai fúziós szaguk (sageuk), melynek főszereplője egy félig ember, félig kumiho (gumiho) fiatal férfi, aki egy ősi könyvet keres, melyben a halandóvá válás titka van leírva. A sorozat főszereplői Pe Szudzsi (Bae Suji) és I Szunggi (Lee Seung-gi). A sorozatot az MBC Dramia stúdióban forgatták.

## Történet
Ku Volljong (Gu Wollyeong), a Csiri (Jiri)-hegy védőszelleme, kumiho (gumiho) (kilenc farkú, embereket gyilkoló rókalény), aki évszázadok óta védelmezi a hegyet és az erdőt. Egy nap egy fához kikötözött fiatal nőre lesz figyelmes, akit kiszeng (gisaeng)nek adnak el, miután az apját felségárulásért kivégezték, de a nő nem hajlandó engedelmeskedni. Volljong (Wollyeong) kiszabadítja a nőt és saját barlangjába viszi. Egymásba szeretnek, a férfi azonban titkolja a nő előtt a valódi kilétét, mert meg akarja találni a Ku (Gu) család könyvét, melyben a legenda szerint le van írva, hogyan válhat egy kumiho (gumiho) halandó emberré. Csakhogy a gonosz Cso Gvanung (Jo Gwan-ung) nagyúr, aki kiszemelte magának a nőt, megtalálja őket nem sokkal az után, hogy Volljong (Wollyeong) egyszerű szertartás keretében feleségül veszi kedvesét. A férfi kénytelen átváltozni szörnyeteggé, hogy megvédje magát és a feleségét, s a véres, kegyetlenül gyilkoló kumiho (gumiho) láttán az asszony elszörnyed és elmenekül, Volljong (Wollyeong)ot pedig látszólag megöli egy katona. Volljong (Wollyeong) rájött az emberré válás titkára: 100 napig kell elrejtenie mindenki előtt isteni teremtmény lényét és nem bánthat senkit, ezután emberré válik. Ha elbukik, akkor viszont ezer évig lelketlen démonként fog gyilkolni.
Volljong (Wollyeong)ot eltemeti a föld, asszonya pedig hamarosan ráébred, hogy állapotos. Megpróbálja mindenféle módon elhajtani a magzatot, mert szörnyetegnek véli, azonban nem sikerül neki és életet ad egy kisfiúnak. Mikor rádöbben, hogy a gyermek ártatlan, kétségbeesésében kosárba teszi és leúsztatja a folyón. Pak (Park) nemesúr fogadja be és sajátjaként neveli fel Cshö Gangcshi (Choi Gang-chi) néven. Volljong (Wollyeong) buddhista szerzetes barátja egy karkötőt köt a kisfiú kezére, és azt mondja a nevelőapának, le ne vegyék, mert az szerencsétlenséget fog hozni a házra. A karkötő a gyermek kumiho (gumiho)erejét tartja fogva. Gangcshi (Gangchi) minden lében kanál fiatalemberré serdül, aki folyton bajba keveredik, de igazságérzete és természete miatt mindenki kedveli. Amikor újra felbukkan Cso Gvanung (Jo Gwan-ung) és megöli a nevelőapját, Gangcshi (Gangchi)nak menekülnie kell. Váratlan segítőket kap, Tam Joul (Dam Yeo-ul) harcosnőt és barátját, Kon (Gon)t, akik szemtanúi lesznek a gyilkosságnak. Gangcshi (Gangchi)t Joul (Yeo-ul) apja kezdi el harcművészetekre tanítani, anélkül, hogy tudná, ő volt, aki „megölte
” a fiú igazi apját, a kumihó (gumihó)t. Gangcshi (Gangchi)nak szembesülnie kell a származásával, visszatér édesapja, aki lélektelen, soha nem öregedő démonná vált, s akit a legenda szerint csak a saját fia ölhet meg. Visszatér a fiú anyja is, aki japán kereskedőnőnek álcázva magát bosszút forral Cso Gvanung (Jo Gwan-ung) ellen. Joul (Yeo-ul)nak megjósolják, hogy nem szabad beleszeretnie Gangcshi (Gangchi)ba, mert akkor halál vár rá, a két fiatal azonban nagyon közel kerül egymáshoz.

## Szereplők
- I Szunggi (Lee Seung-gi) (이승기) mint Cshö Gangcshi (Choi Gang-chi) (최강치), félig ember, félig kumiho (gumiho)
- Pe Szudzsi (Bae Suji) (배수지) mint Tam Joul (담여울, Dam Yeo-ul), harcművészet-oktató, harcosnő
- Szong Dzsun (Seong Jun) (성준) mint Kon (Gon) (곤), Joul (Yeo-ul) barátja és harcostársa
- I Szongdzse (Lee Seong-jae) (이성재) mint Cso Gvanung (Jo Gwan-ung) (조관웅), nemesember, aki Gangcshi (Gangchi) anyját szemelte ki magának, és megölette a nő családját
- Ju Junszok (Yu Yeon-seok) (유연석) mint Pak Theszo (Park Tae-seo) (박태서), Kangcshi (Gangchi) nevelőapjának elsőszülött fia
- I Jubi (Lee Yu-bi) (이유비) mint Pak Cshongdzso (Park Cheong-jo) (박청조), Kangcshi (Gangchi) nevelőapjának lánya, akibe Gangcshi (Gangchi) szerelmes
- Cshö Dzsinhjok (Choi Jin-hyeok) (최진혁) mint Ku Volljong (Gu Wollyeong) (구월령), Kangcshi (Gangchi) apja, kumiho (gumiho)
- Jun Szea (Yun Se-a) (윤세아) mint Gangcshi (Gangchi) anyja
  - I Jonhi (Lee Yeon-hui) (이연희) mint Gangcshi (Gangchi) anyjának fiatalkori énje